# Concepción (Schiff)
Die Concepción war eines der fünf Schiffe der Molukken-Expedition von Ferdinand Magellan.
Sie wurde für die Fahrt in Sevilla gründlich repariert, kalfatert und mit Kanonen bestückt. Nach eineinhalb Jahren Vorbereitungszeit legten die Concepción und ihre vier Schwesterschiffe am 10. August 1519 von Sevilla ab: Kapitän war Gaspar de Quesada, Steuermann João Lopes Carvalho.
Nachdem Magellan am 27. April 1521 auf Mactan im Kampf gegen Einwohner der Visayas gefallen und die übrige Besatzung in einem Hinterhalt stark dezimiert worden war, wurde die Concepción an der Südwestspitze von Bohol aufgegeben und auf offener See verbrannt. Alles, was an ihr noch brauchbar war, war zuvor auf die letzten beiden Schiffe der Armada, die Trinidad und die Victoria, verbracht worden. João Lopes Carvalho übernahm das Oberkommando über beide Schiffe.
Der Schiffmeister der Concepción, Juan Sebastián Elcano, führte später die Victoria nach Sevilla zurück und damit einmal rund um die Erde.